# 東京アディオス
『東京アディオス』（とうきょうアディオス、英語: TOKYO ADIOS）は、2019年公開の日本映画。大塚恭司初の監督作品である。
キャッチコピーは、「もういいや——ぶちまけてやる」。R15+指定。

## 概要
実在の地下芸人である横須賀歌麻呂を主人公に据え、その半生を描く物語。横須賀が本人役で出演している。日テレアックスオン所属のプロデューサー・ディレクターとしてテレビドラマ等の演出を担当してきた大塚恭司にとっては初の監督作品となるほか、ギタリストのブラボー小松も映画音楽は初の担当、主題歌『よだか』を担当した歌手の島爺も映画主題歌には初抜擢となった。シネ・リーブル池袋で上演された。

## あらすじ
「地下芸人の帝王」と称される横須賀歌麻呂（本人）は、過酷なアルバイトとネタ作りに追われる日々を送っていた。そんな中、ライブに毎回姿を見せる女性（柳ゆり菜）が心の支えとなる。しかし現実は厳しく、次々と襲いかかる災難により、横須賀の創作活動は狂気と妄想に取り憑かれていく。

## キャスト
- 横須賀歌麻呂
- 柳ゆり菜
- 占部房子
- 藤田記子
- チャンス大城
- 柴田容疑者
- 河屋秀俊
- 新名基浩
- 片山友希
- 笠松将
- 安竜うらら
- 山田佳奈実
- 菅原健
- 木原勝利
- 井端珠里
- 佐々木一平

- 成田瑛基
- 田口由紀子
- 広田康人
- ユンボ安藤
- 秋本隆宏
- 福間秀倫
- 元氣安
- かずみん
- ゆきおとこ
- ルサンチマン浅川
- 比嘉モエル
- 三平×2
- 大本営八俵
- コムアイ
- 玉山鉄二（友情出演）
- 村上淳

## スタッフ
- 監督 - 大塚恭司
- 脚本 - 大塚恭司、内田裕士
- 音楽 - ブラボー小松
- 主題歌 - 島爺『よだか』（ワーナーミュージック・ジャパン）
  - 作詞・作曲 - ナナホシ管弦楽団
- エグゼクティヴ・プロデューサー - 岡本東郎
- プロデューサー - 行実良、藤田大輔、大塚恭司
- 撮影 - 水梨潤
- 照明 - 木村弥史
- 録音 - 瓜生公伸
- 美術 - 横張聡
- 装飾 - 小林清昭、山野一[5]
- 編集 - 西尾光男
- スタイリスト - 棚橋公子
- ヘアメイク - そら あい
- ラインプロデューサー - 半田健
- アソシエイトプロデューサー - 関和紀、戸倉亮爾
- 製作幹事 - VAP
- 制作プロダクション - スロータイド
- 制作協力 - オフィスアッシュ、AX-ON
- 配給 - プレシディオ
- 宣伝 - ギグリーボックス
- 製作 - 2018 映画『東京アディオス』製作委員会